# Павлюк Микола Пантелеймонович
Павлюк Микола Пантелеймонович (нар. 14 січня 1940, Чугуїв, Харківська область) — колишній начальник ДП «Одеський морський торговельний порт».

## Життєпис
Народився 14 січня 1940 р. в Чугуєві Харківської області, українець.

### Освіта і початок кар'єри
Одеський інститут інженерів морського флоту, експлуатаційний факультет (1964), «Експлуатація водного транспорту».
- вересень 1956 — вересень 1957 — студент Одеського інститут інженерів морського флоту.
- вересень1957 — серпень1958 — кочегар ЖКО Судноремонтного заводу № 1, місто Одеса.
- вересень 1958 — вересень 1960 — студент Одеського інститут інженерів морського флоту.
- вересень 1960 — лютий 1966 — вантажник, змінний диспетчер, стивідор 2-го району Одеського морського торговельного порту.
- лютий—грудень 1966 — служба в армії.
- грудень 1966—1970 — змінний диспетчер, старший змінний диспетчер, старший диспетчер 2-го району,
- 1970—1975 — заступник начальника 2-го району з експлуатації,
- 1975—1980 — головний диспетчер порту,
- 1980—1985 — заступник начальника з експлуатації,
- з січня 1985 — начальник Одеського морського торговельного порту.

### Політична кар'єра
Березень 2006 — кандидат в народні депутати України від Блоку НДП, № 3 в списку. На час виборів: начальник ДП «Одеський морський торговельний порт», член НДП.
Народний депутат України 4-го скликання з квітня 2002 до вересня 2005, виборчий округ № 137, Одеська область, самовисування. За проголосувало 31.33 %, 9 суперників. На час виборів: начальник Одеського порту, член НДП.
- Член фракції «Єдина Україна» (травень — червень 2002),
- член фракції НДП (червень 2002 — травень 2004),
- член фракції НДП та ПППУ (травень — грудень 2004),
- член фракції «Трудова Україна» та НДП (грудень 2004 — лютий 2005),
- член фракції НДП та групи «Республіка» (лютий — квітень 2005).
- Голова підкомітету з питань морського і річкового транспорту Комітету з питань будівництва, транспорту, житлово-комунального господарства і зв'язку (з червня 2002). Склав депутатські повноваження 8 вересня 2005[4].

Голова Одеського обласного Фонду миру, член Одеського міськвиконкому.
1999 — довірена особа кандидата у Президенти України Леоніда Кучми у територіальному виборчому окрузі. Дійсний член Транспортної академії України (травень 1998).
Член Політради НДП (з грудня 2002), член Політвиконкому.

### Автор статей
- «Одеський порт захищає навколишнє середовище» (1996),
- «Одеський порт — курсом ринкових реформ» (1996),
- «Нафтогавань більше не порушує екологічної рівноваги» (1998),
- «Шляхи розвитку Одеського порту» (1999),
- «Ринкова стратегія Одеського порту» (2000),
- «Ґарантія добробуту городян» (2000).

### Підсумки роботи
22 липня 2011 Павлюка було затримано прокуратурою. Він підозрюється в зловживанні службовим становищем, коли незаконно витратив в інтересах комерційної структури на ремонт готелю «Одеса» понад 170 тисяч грн.
25 липня Центральний суд Сімферополя звільнив його з Сімферопольського ІТТ, однак вже 26 липня його було затримано за рішенням слідчого прокуратури Автономної Республіки Крим за підозрою у скоєнні посадового злочину.
Підозрювалось, що посадові особи порту 2005 року незаконно передали комерційній установі в користування на 49 років готельний комплекс «Одеса», завдавши державі суттєвий збиток. Окрім іншого, Павлюкові інкримінували отримання хабаря. Згодом Павлюка було відпущено під заставу в 170 тис. грн.
Павлюка було госпіталізовано з підозрою на інсульт. Перебував у СІЗО.
Під час розслідування Павлюк відшкодував державі майже 500 тис. грн, після чого 13 лютого 2012 року Орджонікідзевський районний суд Запоріжжя амністував його щодо витрат 700 тис. грн. Його було звільнено від покарання на підставі закону України про амністію.
Тричі Сімферопольський суд відпускав Павлюка з-під варти і тричі його одразу арештовувала прокуратура. Митрополит УПЦ МП Олексій Саввін (Митрополит Одеський і Ізмаїльський Агафангел, а також двічі депутат Одеської облради від Партії регіонів, відомий противник Української незалежної церкви і прибічник ідеї Російського світу) звернувся до тодішнього президента Януковича з проханням розібратись у питанні щодо підозр до людини, яка «проявила себе як неабияких здібностей керівник, зробила для збереження і збільшення підприємства й морської галузі України більше, ніж хто-небудь».
В жовтні 2011 року Павлюк склав повноваження директора, отримавши посаду почесного президента Одеського порту.

## Інше
- Володіє англійською мовою.
- Захоплення: теніс, полювання.

## Сім'я
- батько Пантелеймон Григорович (1914—1984);
- мати Дарина Трохимівна (1920—2011);
- дружина Надія Тимофіївна (1944).

## Нагороди
- Почесний громадянин міста Одеси (2000).
- Почесний працівник ММФ СРСР (1989).
- «Золота медаль» Асоціації сприяння промисловості Франції (1998).
- Медаль «За доблесну працю» (1970).
- Орден Трудового Червоного Прапора (грудень 1973).
- Орден «За заслуги» III (липень 1998)[15], II ступенів (квітень 1999)[16].
- Герой України (з врученням ордена Держави, 14 січня 2000)[17].